# Sander Arends
Sander Arends (født 9. august 1991 i Leeuwarden, Holland) er en professionel tennisspiller fra Holland.